# Зердук, Юнес
Юнес Рашид Зердук (фр. 	Younes Rachid Zerdouk; род. 12 июля 1973, Жуаньи, департамент Йонна, Франция) — французский футболист и тренер.

## Карьера
Воспитанник «Осера». Почти всю свою карьеру отыграл в командах низших лиг. Лишь в сезоне 2000/2001 Зердук провел 29 матчей Лиге 2 за «Анже».
Закончив играть, Зердук некоторое время работал в системе бельгийского «Льерс». В 2015 году он некоторое время занимал должность главного тренера команды до прихода в нее Эрика Ван Мейра. В 2017 году специалист вошел в тренерский штаб своего соотечественника Амира Абду в сборной Коморских островов. В марте 2022 года Зердук сменил его у руля национальной команды.